# Der Herr denket an uns
Der Herr denket an uns (BWV 196) ist eine Trauungskantate von Johann Sebastian Bach, die er wahrscheinlich für die Eheschließung eines Freundes komponiert hat.

## Entstehung
Als Anlass für die Komposition wird nach Philipp Spitta die Eheschließung des mit Bach befreundeten Pfarrers Johann Lorenz Stauber (* 12. Juni 1660 in Arnstadt; † 8. April 1723 in Dornheim (Thüringen)) vermutet, der Bach 1707 in der St.-Bartholomäi-Kirche in Dornheim mit seiner ersten Frau Maria Barbara getraut hatte. Die Trauung, zu der diese Kantate komponiert wurde, fand wahrscheinlich am 5. Juni 1708 statt. Diese Datierung ist jedoch umstritten. Stauber heiratete an jenem Tag Regina Wedemann, eine Tante von Bachs erster Ehefrau. Dagegen datiert Christoph Wolff die Kantate, die auch er als Hochzeitskantate interpretiert, in die Jahre 1707/1708, ohne sich auf einen bestimmten Anlass festzulegen, und hält sie für eine der frühesten Kantaten Bachs.

## Besetzung
- Gesangssolisten: Sopran, Tenor, Bass
- Chor: Sopran, Alt, Tenor, Bass
- Orchester: Violine I/II, Viola I/II, Violoncello als obligate Stimme, Basso continuo

## Einteilung
1. Sinfonia
2. Coro: Der Herr denket an uns (Psalm 115,12 LUT)
3. Aria (Sopran): Er segnet, die den Herrn fürchten (Psalm 115,13 LUT)
4. Duett (Tenor, Bass): Der Herr segne euch je mehr und mehr, euch und eure Kinder (Psalm 115,14 LUT)
5. Coro: Ihr seid die Gesegneten des Herrn (Psalm 115,15 LUT)

## Text und Musik
Der Text ist ganz auf das Thema der christlichen Ehe abgestimmt und orientiert sich am Psalm 115, dessen Verse 12 bis 15 in Luthers Übersetzung Verwendung finden. Die Kantate beinhaltet – wie immer in Bachs früher Schaffensperiode – weder Rezitative noch Schlusschoral.
Wie viele Kantaten aus Bachs früher Zeit beginnt das Werk mit einer einleitenden Sinfonia. Das Lobes- und Segensszenario der folgenden Abschnitte wird hier klanglich vorweggenommen. Der Andante-Satz ist polyphon durchkomponiert, seine punktierte Rhythmisierung erinnert an den ersten Teil einer französischen Ouvertüre.
Im zweiten Satz, in dem der Chor dominiert, tritt das Violoncello klanglich hervor. Die Orgel spielt dazu die Corta-Figur, hier wohl (wie durch Albert Schweitzer belegt) als „Freudenmotiv“ zu verstehen. Die Gesangsstimmen beginnen imitatorisch (Sopran – Tenor) mit dem Text „Der Herr denket“. Ab dem dritten Takt kommen Alt und Bass hinzu. Ab dem 13. Takt beginnt eine Fuge, die vom Corta-Motiv geprägt ist. Die Streicher unterstützen zum Teil die Gesangsstimmen colla parte, zum Teil fügen sie nach der Exposition des Fugenthemas aber auch eigene Thematik hinzu. Der Satz entwickelt sich als eine Permutationsfuge.
Der dritte Satz, eine Arie, setzt das Thema der Segnung fort. Hier musizieren die Violinen und der Basso continuo mit dem Solo-Sopran. Motivisch werden die Sechzehntel-Figurationen aus dem vorangehenden Chorsatz fortgeführt. Die Violinen spielen hierbei Triolen, die in Bachs Werken oft die göttliche Trinität symbolisieren und die hier auf den göttlichen Segen über das Brautpaar interpretiert werden können.
In dem folgenden getragenen Duett im 3⁄2-Takt wechseln kurze Gesangsabschnitte mit ebenso kurzen Ritornellen der Streicher.
Der Schlusschor besteht aus zwei Teilen. Die Instrumente spielen im ersten Teil lebhafte Figurationen in Sechzehnteln, wobei die Worte „Himmel“ und „Erde“ jeweils durch eine Achtelpause und fallende Intervalle getrennt werden. Der zweite Teil des Kantatensatzes wird durch eine Amen-Fuge gebildet.